# دیتوایلر
دیتوایلر (به آلمانی: Dittweiler) یک شهر در آلمان است که در Schönenberg-Kübelberg واقع شده‌است. دیتوایلر ۹۴۶ نفر جمعیت دارد.